# Sally Field
Sally Margaret Field (Pasadena, Califórnia, 6 de novembro de 1946) é uma atriz, cantora, produtora, diretora e roteirista estadunidense. Venceu duas vezes o Oscar de melhor atriz, pelos filmes Norma Rae (1979) e Um lugar no coração ("Places in the Heart", 1984), que a ela também atribuíram dois prêmios Globo de ouro de melhor atriz em filme dramático. Ela voltou a ser indicada ao Oscar e ao Globo de Ouro em 2013, pela atuação no filme Lincoln (2012). Outros de seus mais famosos trabalhos como atriz no cinema são os filmes Agarra-me se puderes ("Smokey and the Bandit", 1977), Ausência de malícia ("Absence of Malice", 1981), Flores de aço ("Steel Magnolias", 1989), Nunca sem minha filha ("Not Without My Daughter", 1991), Uma babá quase perfeita ("Mrs. Doubtfire", 1993), Forrest Gump (1994) e O espetacular homem-aranha ("The Amazing Spider-Man", 2012) e sua sequência O espetacular homem-aranha 2: a ameaça de Electro ("The Amazing Spider-Man 2", 2014).
Field também construiu uma sólida carreira como atriz de televisão, tendo recebido três prêmios Emmy: em 1977, pela atuação no telefilme Sybil (1976) e em 2001 e 2007 pelas atuações nas séries Plantão médico e Brothers & Sisters.

## Biografia
Batizada como Sally Margaret Field, ela é filha da atriz Margaret Field (nascida Margaret Morlan) e do ex-oficial do exército norte-americano Richard Dryden Field. Após seus pais terem se divorciado em 1950, sua mãe casou-se novamente, em 1952, com o ator Jock Mahoney.
Iniciou sua carreira na televisão nos anos 1960, na série Gidget. De 1967 a 1970 fez a irmã Bertrille no seriado The Flying Nun (no Brasil, A noviça voadora), que a tornou conhecida mundialmente.
Por ter atuado em diversas comédias, suas qualidades como atriz dramática foram inicialmente postas em dúvida. Em 1976, finalmente, Sally Field comprovou seu talento dramático no filme para a televisão Sybil, onde interpretou a personagem título, portadora de múltiplas personalidades; por este desempenho Field foi recompensada em 1977 com o primeiro de seus três prêmios Emmy.
Em 1980, pelo filme Norma Rae (1979), onde interpretou uma líder sindical, Sally recebeu o seu primeiro Oscar de melhor atriz, prêmio que receberia novamente em 1985, pelo brilhante trabalho em Um lugar no coração ("Places in the Heart", 1984). A ela também foi atribuído o Globo de ouro de melhor atriz em filme dramático por ambos os filmes. Obteve grande destaque, também, ao interpretar a primeira-dama americana Mary Todd Lincoln, esposa do 16º presidente dos Estados Unidos, Abraham Lincoln, no filme Lincoln (2012), de Steven Spielberg. Por este desempenho ela recebeu o prêmio de melhor atriz coadjuvante do New York Film Critics Circle (NYFCC Award, ou prêmio do Círculo dos Críticos de Cinema de Nova York), voltando a receber uma nova indicação ao Oscar, desta vez na categoria Melhor Atriz Coadjuvante, e ao Globo de Ouro, também como Melhor Atriz Coadjuvante em Cinema.

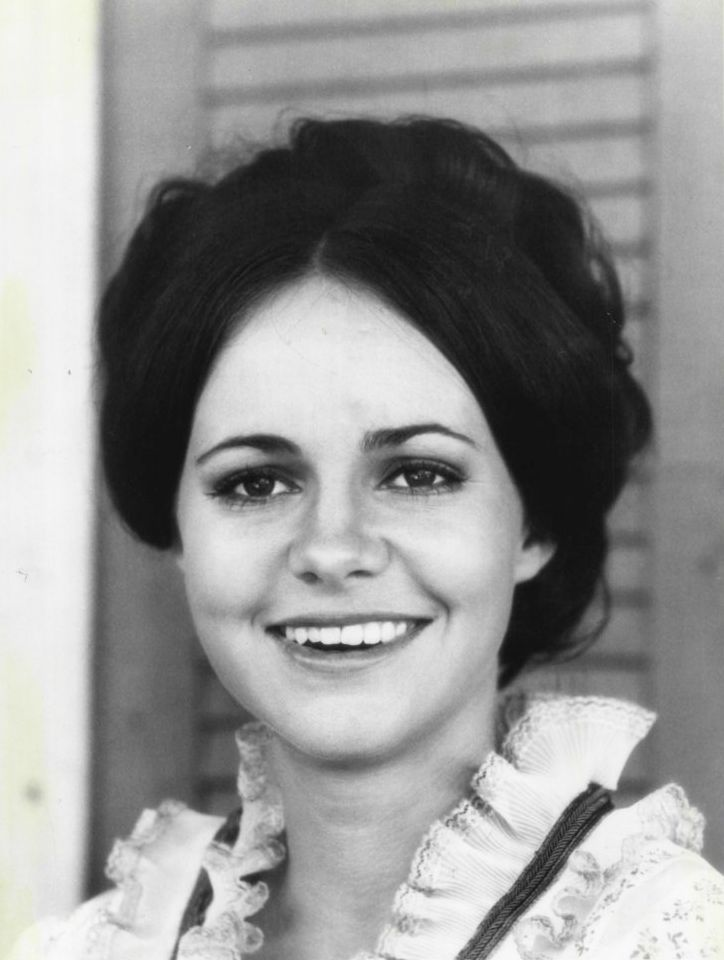
Sally Field em 1971.

Vencedora em 1977 do prêmio Emmy de melhor atriz em telefilme (por Sybil, de 1976), sua participação especial em 2000, como uma mulher bipolar na série de televisão Plantão médico ("ER", no original, que foi exibida entre 1994 e 2009), lhe rendeu em 2001 um outro prêmio Emmy, na categoria Melhor Atriz Convidada. Já em 2007, pela série Brothers & Sisters, na qual atuou de 2006 a 2011, Field recebeu o seu terceiro Emmy, desta vez na categoria Melhor Atriz em Série Dramática, recebendo, no ano seguinte, uma nova indicação ao prêmio pela atuação na série; Brothers & Sisters foi exibida no Brasil pelo canal Universal Channel.
Quanto à vida pessoal, Field foi casada duas vezes: a primeira com Steven Craig, entre 1968 e 1975, com quem teve dois filhos; a segunda com Alan Greisman, entre 1984 e 1993, com quem teve um filho. As duas uniões terminaram em divórcio. Durante muitos anos ela havia sido noiva do ator Burt Reynolds, porém nunca aceitou suas propostas de casamento. Ela foi parceira de Reynolds em grandes sucessos dos anos 1970, como as duas partes de Smokey and the Bandit e Hooper.
Em 2005, foi diagnosticada como portadora de osteoporose, doença da qual sua mãe também era portadora. Desde então, tem se empenhado em campanhas para a prevenção da doença.
Em 6 de novembro de 2011, quando Sally Field completou os seus 65 anos de idade, ela perdeu sua mãe, que faleceu aos 89 anos vítima de câncer.
Sua estrela na Calçada da Fama de Hollywood, emitida em 5 de maio de 2014 referente a sua contribuição à indústria do cinema, está localizada no número 6767 da Hollywood Blvd, em frente ao Museu Hollywood Wax.

## Filmografia

### Cinema
| Ano  | Título original                                         | Título em português                                                                                         | Personagem                   | Nota(s)                                      |
| ---- | ------------------------------------------------------- | --- | ---------------------------- | -------------------------------------------- |
| 1962 | Moon Pilot                                              | br: O Incrível Homem do Espaço                                                                              | Garota Beatnik na fila       |                                              |
| 1967 | The Way West                                            | br: Desbravando o Oeste pt: A Caminho do Oregon                                                             | Mercy McBee                  |                                              |
| 1976 | Stay Hungry                                             | br: O Guarda-Costas                                                                                         | Mary Tate Farnsworth         |                                              |
| 1977 | Smokey and the Bandit                                   | br: Agarre-me se Puderes pt: Os Bons e os Maus                                                              | Carrie 'Frog'                |                                              |
| 1977 | Heroes                                                  | br: Heróis sem Causa                                                                                        | Carol Bell                   |                                              |
| 1978 | The End                                                 | br: Se não Mato, Morro!                                                                                     | Mary Ellen                   |                                              |
| 1978 | Hooper                                                  | br: Hooper, o Homem das Mil Façanhas                                                                        | Gwen Doyle                   |                                              |
| 1979 | Norma Rae                                               | br/pt: Norma Rae                                                                                            | Norma Rae Webster            | Oscar de Melhor Atriz                        |
| 1979 | Beyond the Poseidon Adventure                           | br: Dramático Reencontro no Poseidon                                                                        | Celeste Whitman              |                                              |
| 1980 | Smokey and the Bandit II                                | br: Desta Vez te Agarro                                                                                     | Carrie 'Frog'                |                                              |
| 1981 | Back Roads                                              | br:De Volta à Estrada pt: Atalhos                                                                           | Amy Post                     |                                              |
| 1981 | Absence of Malice                                       | br: Ausência de Malícia pt: A Calúnia                                                                       | Megan Carter                 |                                              |
| 1982 | Kiss Me Goodbye                                         | br: Meu Adorável Fantasma pt: Beija-me... e Adeus                                                           | Kay Villano                  |                                              |
| 1984 | Places in the Heart                                     | br/pt: Um Lugar no Coração                                                                                  | Edna Spalding                | Oscar de Melhor Atriz                        |
| 1985 | Murphy's Romance                                        | br/pt: O Romance de Murphy                                                                                  | Emma Moriarty                |                                              |
| 1987 | Surrender                                               | br: Ensina-me a Querer                                                                                      | Daisy Morgan                 |                                              |
| 1988 | Punchline                                               | br: Palco de Ilusões                                                                                        | Lilah Krytsick               |                                              |
| 1989 | Steel Magnolias                                         | br/pt: Flores de Aço                                                                                        | M'Lynn Eatenton              |                                              |
| 1991 | Not Without My Daughter                                 | br: Nunca Sem Minha Filha pt: Rapto em Teerão                                                               | Betty Mahmoody               |                                              |
| 1991 | Soapdish                                                | br: Segredos de uma Novela                                                                                  | Celeste Talbert / Maggie     |                                              |
| 1993 | Homeward Bound: The Incredible Journey                  | br: A Incrível Jornada pt: Regresso a Casa                                                                  | Sassy                        | Voz                                          |
| 1993 | Mrs. Doubtfire                                          | br: Uma Babá Quase Perfeita pt: Papá para Sempre                                                            | Miranda Hillard              |                                              |
| 1994 | A Century of Cinema                                     | | Ela mesma                    | Documentário                                 |
| 1994 | Forrest Gump                                            | br: Forrest Gump - O Contador de Histórias pt: Forrest Gump                                                 | Mrs. Gump                    |                                              |
| 1996 | Eye for an Eye                                          | br: Olho por Olho                                                                                           | Karen McCann                 |                                              |
| 1996 | Homeward Bound II: Lost in San Francisco                | br: A Incrível Jornada II: Perdidos em São Francisco pt: Regresso a Casa 2 - Perdidos em São Francisco      | Sassy                        | Voz                                          |
| 2000 | Where the Heart Is                                      | Onde Mora o Coração pt: A Voz do Coração                                                                    | Mama Lil                     |                                              |
| 2000 | Beautiful                                               | — | Diretora                     |                                              |
| 2001 | Say It Isn't So                                         | br: Diga que Não É Verdade pt: Diz-me que Não É Verdade                                                     | Valdine Wingfield            |                                              |
| 2003 | Legally Blonde 2: Red, White & Blonde                   | br/pt: Legalmente Loira 2                                                                                   | Representative Victoria Rudd |                                              |
| 2005 | Going Through Splat: The Life and Work of Stewart Stern | | Ela mesma                    | Documentário                                 |
| 2006 | Two Weeks                                               | br/pt: Duas Semanas                                                                                         | Anita Bergman                |                                              |
| 2008 | The Little Mermaid: Ariel's Beginning                   | br: A Pequena Sereia: A História de Ariel pt: O Segredo da Pequena Sereia                                   | Marina Del Rey               | Voz                                          |
| 2012 | The Amazing Spider-Man                                  | br: O Espetacular Homem-Aranha pt: O Fantástico Homem Aranha                                                | Tia May Parker               |                                              |
| 2012 | Lincoln                                                 | br/pt: Lincoln                                                                                              | Mary Todd Lincoln            | Indicada - Oscar de Melhor Atriz Coadjuvante |
| 2014 | The Amazing Spider-Man 2                                | br: O Espetacular Homem-Aranha 2 - A Ameaça de Electro pt: O Fantástico Homem-Aranha 2 - O Poder de Electro | Tia May Parker               |                                              |
| 2015 | Hello, My Name Is Doris                                 | br: Doris, Redescobrindo o Amor                                                                             | Doris Miller                 |                                              |
| 2017 | Little Evil                                             | br: Little Evil                                                                                             | Miss Shaylock                |                                              |

## Prêmios e indicações
| Ano  | Premiação                                         | Categoria                                | Trabalho                     | Resultado |
| ---- | ------------------------------------------------- | ---------------------------------------- | ---------------------------- | --------- |
| 1977 | Primetime Emmy Awards                             | Melhor Atriz em Minissérie ou Telefilme  | Sybil                        | Venceu    |
| 1978 | Globo de Ouro                                     | Melhor Atriz em Comédia ou Musical       | Smokey and the Bandit        | Indicado  |
| 1979 | Festival de Cannes                                | Melhor Atriz                             | Norma Rae                    | Venceu    |
| 1979 | Los Angeles Film Critics Association Awards       | Melhor Atriz                             | Norma Rae                    | Venceu    |
| 1979 | National Board of Review                          | Melhor Atriz                             | Norma Rae                    | Venceu    |
| 1979 | New York Film Critics Circle Awards               | Melhor Atriz                             | Norma Rae                    | Venceu    |
| 1980 | Oscar                                             | Melhor Atriz                             | Norma Rae                    | Venceu    |
| 1980 | Globo de Ouro                                     | Melhor Atriz em Filme de Drama           | Norma Rae                    | Venceu    |
| 1980 | National Society of Film Critics Awards           | Melhor Atriz                             | Norma Rae                    | Venceu    |
| 1982 | Globo de Ouro                                     | Melhor Atriz em Filme de Drama           | Absence of Malice            | Indicado  |
| 1982 | People's Choice Awards                            | Atriz de Cinema Favorita                 | Absence of Malice            | Venceu    |
| 1983 | Globo de Ouro                                     | Melhor Atriz em Comédia ou Musical       | Kiss Me Goodbye              | Indicado  |
| 1985 | Oscar                                             | Melhor Atriz                             | Places in the Heart          | Venceu    |
| 1985 | Globo de Ouro                                     | Melhor Atriz em Filme de Drama           | Places in the Heart          | Venceu    |
| 1986 | Globo de Ouro                                     | Melhor Atriz em Comédia ou Musical       | Murphy's Romance             | Indicado  |
| 1986 | People's Choice Awards                            | Atriz de Cinema Favorita                 | Murphy's Romance             | Indicado  |
| 1990 | Globo de Ouro                                     | Melhor Atriz em Filme de Drama           | Steel Magnolias              | Indicado  |
| 1995 | BAFTA Film Awards                                 | Melhor Atriz Coadjuvante                 | Forrest Gump                 | Indicado  |
| 1995 | Kids' Choice Awards                               | Atriz de Cinema Favorita                 | Forrest Gump                 | Indicado  |
| 1995 | Primetime Emmy Awards                             | Melhor Atriz em Minissérie ou Telefilme  | A Woman of Independent Means | Indicado  |
| 1995 | Screen Actors Guild Awards                        | Melhor Atriz Coadjuvante em Cinema       | Forrest Gump                 | Indicado  |
| 1996 | Globo de Ouro                                     | Melhor Atriz em Minissérie ou Telefilme  | A Woman of Independent Means | Indicado  |
| 1996 | Screen Actors Guild Awards                        | Melhor Atriz em Minissérie ou Telefilme  | A Woman of Independent Means | Indicado  |
| 2000 | Primetime Emmy Awards                             | Melhor Atriz em Minissérie ou Telefilme  | A Cooler Climate             | Indicado  |
| 2001 | Primetime Emmy Awards                             | Melhor Atriz Convidada em Série de Drama | ER                           | Venceu    |
| 2001 | Screen Actors Guild Awards                        | Melhor Atriz em Série de Drama           | ER                           | Indicado  |
| 2001 | Screen Actors Guild Awards                        | Melhor Atriz em Minissérie ou Telefilme  | David Copperfield            | Indicado  |
| 2003 | Primetime Emmy Awards                             | Melhor Atriz Convidada em Série de Drama | ER                           | Indicado  |
| 2007 | Primetime Emmy Awards                             | Melhor Atriz em Série de Drama           | Brothers & Sisters           | Venceu    |
| 2007 | Satellite Awards                                  | Melhor Atriz em Série de Drama           | Brothers & Sisters           | Indicado  |
| 2008 | Globo de Ouro                                     | Melhor Atriz em Série Dramática          | Brothers & Sisters           | Indicado  |
| 2008 | People's Choice Awards                            | Estrela Feminina de Televisão Favorita   | Brothers & Sisters           | Indicado  |
| 2008 | Primetime Emmy Awards                             | Melhor Atriz Convidada em Série de Drama | Brothers & Sisters           | Indicado  |
| 2008 | Satellite Awards                                  | Melhor Atriz em Série de Drama           | Brothers & Sisters           | Indicado  |
| 2008 | Screen Actors Guild Awards                        | Melhor Atriz em Série de Drama           | Brothers & Sisters           | Indicado  |
| 2009 | Globo de Ouro                                     | Melhor Atriz em Série Dramática          | Brothers & Sisters           | Indicado  |
| 2009 | People's Choice Awards                            | Estrela Feminina de Televisão Favorita   | Brothers & Sisters           | Indicado  |
| 2009 | Primetime Emmy Awards                             | Melhor Atriz em Minissérie ou Telefilme  | Brothers & Sisters           | Indicado  |
| 2009 | Screen Actors Guild Awards                        | Melhor Atriz em Série de Drama           | Brothers & Sisters           | Venceu    |
| 2012 | Boston Society of Film Critics Awards             | Melhor Atriz Coadjuvante                 | Lincoln                      | Venceu    |
| 2012 | Chicago Film Critics Association Awards           | Melhor Atriz Coadjuvante                 | Lincoln                      | Indicado  |
| 2012 | Dallas-Fort Worth Film Critics Association Awards | Melhor Atriz Coadjuvante                 | Lincoln                      | Venceu    |
| 2012 | New York Film Critics Circle Awards               | Melhor Atriz Coadjuvante                 | Lincoln                      | Venceu    |
| 2012 | Southeastern Film Critics Association Awards      | Melhor Atriz Coadjuvante                 | Lincoln                      | Indicado  |
| 2013 | Oscar                                             | Melhor Atriz Coadjuvante                 | Lincoln                      | Indicado  |
| 2013 | BAFTA Film Awards                                 | Melhor Atriz Coadjuvante                 | Lincoln                      | Indicado  |
| 2013 | Critics' Choice Movie Awards                      | Melhor Atriz Coadjuvante                 | Lincoln                      | Indicado  |
| 2013 | Globo de Ouro                                     | Melhor Atriz Coadjuvante em Cinema       | Lincoln                      | Indicado  |
| 2013 | National Society of Film Critics Awards           | Melhor Atriz Coadjuvante                 | Lincoln                      | Indicado  |
| 2013 | Online Film Critics Society Awards                | Melhor Atriz Coadjuvante                 | Lincoln                      | Indicado  |
| 2013 | Screen Actors Guild Awards                        | Melhor Elenco em Cinema                  | Lincoln                      | Indicado  |
| 2013 | Screen Actors Guild Awards                        | Melhor Atriz Coadjuvante em Cinema       | Lincoln                      | Indicado  |
| 2016 | Critics' Choice Movie Awards                      | Melhor Atriz em Comédia                  | Hello My Name is Doris       | Indicado  |
| 2016 | Women Film Critics Circle                         | Melhor Atriz de Comédia                  | Hello My Name is Doris       | Indicado  |
| 2017 | Broadway.com Audience Award                       | Atriz de Teatro Favorita                 | The Glass Menagerie          | Venceu    |
| 2017 | Drama League Award                                | Melhor Atuação                           | The Glass Menagerie          | Indicado  |
| 2017 | Outer Critics Circle Award                        | Melhor Atriz de Teatro                   | The Glass Menagerie          | Indicado  |
| 2017 | Tony Award                                        | Melhor Atriz de Teatro                   | The Glass Menagerie          | Indicado  |